# 대한민국의 대학캠퍼스 목록
다음은 대한민국의 대학캠퍼스 목록과 위치이다. 다만, 이원화 캠퍼스일 경우 대학본부(제1캠퍼스) 위치 기준으로 넣었다.(한국방송통신대학교 제외)

## 수도권

### 서울특별시
| 대학                         | 캠퍼스             | 위치                                         | 비고 |
| ---------------------------- | ------------------ | -------------------------------------------- | --- |
| 서울대학교                   | 관악캠퍼스         | 서울특별시 관악구 관악로 1                   | |
| 서울대학교                   | 연건캠퍼스         | 서울특별시 종로구 대학로 103                 | 의과대학, 치과대학, 간호대학 |
| 서울대학교                   | 평창캠퍼스         | 강원특별자치도 평창군 대화면 평창대로 1447   | 국제농업기술대학원 |
| 서울과학기술대학교           | (좌동)             | 서울특별시 노원구 공릉로 232                 | |
| 한국체육대학교               | (좌동)             | 서울특별시 송파구 양재대로 1239              | |
| 서울교육대학교               | (좌동)             | 서울특별시 서초구 서초중앙로 96              | |
| 한국예술종합학교             | 석관동캠퍼스       | 서울특별시 성북구 화랑로32길 146-37          | |
| 한국예술종합학교             | 서초동캠퍼스       | 서울특별시 서초구 남부순환로 2374            | |
| 한국예술종합학교             | 대학로캠퍼스       | 서울특별시 종로구 창경궁로 215               | 지하1층~지상3층 |
| 한국방송통신대학교           | 본부               | 서울특별시 종로구 대학로 86                  | |
| 한국방송통신대학교           | 서울지역대학       | 서울특별시 성동구 아차산로 12                | |
| 서울시립대학교               | (좌동)             | 서울특별시 동대문구 서울시립대로 163         | |
| 감리교신학대학교             | (좌동)             | 서울특별시 서대문구 독립문로 56              | |
| 건국대학교                   | 서울캠퍼스         | 서울특별시 광진구 능동로 120                 | |
| 경희대학교                   | 서울캠퍼스         | 서울특별시 동대문구 경희대로 26              | |
| 경희대학교                   | 국제캠퍼스         | 경기도 용인시 기흥구 덕영대로 1732           | |
| 경희대학교                   | 광릉캠퍼스         | 경기도 남양주시 진접읍 광릉수목원로 195      | 평화복지대학원 |
| 고려대학교                   | 서울캠퍼스         | 서울특별시 성북구 안암로 145                 | |
| 광운대학교                   | (좌동)             | 서울특별시 노원구 광운로 20                  | |
| 국민대학교                   | (좌동)             | 서울특별시 성북구 정릉로 77                  | |
| 덕성여자대학교               | (좌동)             | 서울특별시 도봉구 삼양로144길 33             | |
| 동국대학교                   | 서울캠퍼스         | 서울특별시 중구 필동로1길 30                 | |
| 동국대학교                   | 바이오메디캠퍼스   | 경기도 고양시 일산동구 동국로 32             | 바이오시스템대학, 약학대학 |
| 동덕여자대학교               | (좌동)             | 서울특별시 성북구 화랑로13길 60              | |
| 명지대학교                   | 인문캠퍼스         | 서울특별시 서대문구 거북골로 34              | |
| 명지대학교                   | 자연캠퍼스         | 경기도 용인시 처인구 명지로 116              | |
| 삼육대학교                   | (좌동)             | 서울특별시 노원구 화랑로 815                 | |
| 상명대학교                   | 서울캠퍼스         | 서울특별시 종로구 홍지문2길 20               | 인문사회과학대학, 사범대학, 경영경제대학, 융합공과대학, 문화예술대학                                                                             |
| 상명대학교                   | 천안캠퍼스         | 충청남도 천안시 동남구 상명대길 31           | 글로벌인문학부대학, 디자인대학, 예술대학, 융합기술대학, 공과대학                                                                                 |
| 서강대학교                   | (좌동)             | 서울특별시 마포구 백범로 35                  | |
| 서경대학교                   | (좌동)             | 서울특별시 성북구 서경로 124                 | |
| 서울기독대학교               | (좌동)             | 서울특별시 은평구 갈현로4길 26-2             | |
| 서울여자대학교               | (좌동)             | 서울특별시 노원구 화랑로 621                 | |
| 서울한영대학교               | (좌동)             | 서울특별시 구로구 경인로 290-42              | |
| 성공회대학교                 | (좌동)             | 서울특별시 구로구 연동로 320                 | |
| 성균관대학교                 | 인문사회과학캠퍼스 | 서울특별시 종로구 성균관로 25-2              | 학부대학, 유학대학, 문과대학, 사회과학대학, 경제대학, 경영대학, 사범대학, 예술대학                                                               |
| 성균관대학교                 | 자연과학캠퍼스     | 경기도 수원시 장안구 서부로 2066             | 자연과학대학, 정보통신대학, 소프트웨어대학, 공과대학, 약학대학, 생명공학대학, 스포츠과학대학, 의과대학, 성균융합원                               |
| 성신여자대학교               | 돈암수정캠퍼스     | 서울특별시 성북구 보문로34다길 2             | 인문과학대학, 사회과학대학, 법과대학, 사범대학, 미술대학, 음악대학, 교양교육대학                                                                 |
| 성신여자대학교               | 미아운정그린캠퍼스 | 서울특별시 강북구 도봉로76가길 55            | 간호대학, 융합문화예술대학 |
| 세종대학교                   | (좌동)             | 서울특별시 광진구 능동로 209                 | |
| 숙명여자대학교               | (좌동)             | 서울특별시 용산구 청파로47길 100             | |
| 숭실대학교                   | (좌동)             | 서울특별시 동작구 상도로 369                 | |
| 연세대학교                   | 신촌캠퍼스         | 서울특별시 서대문구 연세로 50                | |
| 연세대학교                   | 국제캠퍼스         | 인천광역시 연수구 송도과학로 85              | |
| 이화여자대학교               | (좌동)             | 서울특별시 서대문구 이화여대길 52            | |
| 장로회신학대학교             | (좌동)             | 서울특별시 광진구 광장로5길 25-1             | |
| 중앙대학교                   | 서울캠퍼스         | 서울특별시 동작구 흑석로 84                  | |
| 중앙대학교                   | 다빈치캠퍼스       | 경기도 안성시 대덕면 서동대로 4726           | |
| 총신대학교                   | 사당캠퍼스         | 서울특별시 동작구 사당로 143                 | |
| 총신대학교                   | 용인캠퍼스         | 경기도 용인시 처인구 양지면 학촌로 110       | 신학대학원 |
| 추계예술대학교               | (좌동)             | 서울특별시 서대문구 북아현로11가길 7         | |
| KC대학교                     | (좌동)             | 서울특별시 강서구 까치산로24길 47            | |
| 한국성서대학교               | (좌동)             | 서울특별시 노원구 동일로214길 32             | |
| 한국외국어대학교             | 서울캠퍼스         | 서울특별시 동대문구 이문로 107               | 영어대학, 서양어대학, 아시아언어문화대학, 중국어대학, 일본어대학, 사회과학대학, 법과대학, 상경대학, 경영대학, 사범대학, 국제학부, LD학부, LT학부 |
| 한국외국어대학교             | 글로벌캠퍼스       | 경기도 용인시 처인구 모현읍 외대로 81        | 인문대학, 통번역대학, 동유럽대학. 국제지역대학, 경상대학, 자연과학대학, 공과대학, 바이오메디컬공학부                                             |
| 한성대학교                   | (좌동)             | 서울특별시 성북구 삼선교로16길 116           | |
| 한양대학교                   | 서울캠퍼스         | 서울특별시 성동구 왕십리로 222               | |
| 홍익대학교                   | 서울캠퍼스         | 서울특별시 마포구 와우산로 94                | 공과대학, 건축대학, 경영대학, 문과대학, 법과대학, 사범대학, 미술대학                                                                             |
| 홍익대학교                   | 세종캠퍼스         | 세종특별자치시 조치원읍 세종로 2639          | 과학기술대학, 광고홍보학부, 게임학부, 상경대학, 조형대학                                                                                         |
| 경희사이버대학교             | (좌동)             | 서울특별시 동대문구 경희대로 26              | |
| 고려사이버대학교             | (좌동)             | 서울특별시 종로구 북촌로 106                 | |
| 디지털서울문화예술대학교     | 서울캠퍼스         | 서울특별시 서대문구 통일로37길 60            | |
| 디지털서울문화예술대학교     | 진천캠퍼스         | 충청북도 진천군 진천읍 중앙동로 91           | 진천학습관 |
| 사이버한국외국어대학교       | (좌동)             | 서울특별시 동대문구 이문로 107               | |
| 서울디지털대학교             | 강서캠퍼스         | 서울특별시 강서구 공항대로 424               | |
| 서울디지털대학교             | 마포캠퍼스         | 서울특별시 마포구 독막로 320                 | |
| 서울디지털대학교             | 부천캠퍼스         | 경기도 부천시 길주로 191                     | |
| 서울사이버대학교             | (좌동)             | 서울특별시 강북구 솔매로49길 60              | |
| 세종사이버대학교             | (좌동)             | 서울특별시 광진구 군자로 121                 | |
| 숭실사이버대학교             | 종로캠퍼스         | 서울특별시 종로구 삼일대로30길 23            | |
| 숭실사이버대학교             | 숭실캠퍼스         | 서울특별시 동작구 상도로 369                 | |
| 한국열린사이버대학교         | (좌동)             | 서울특별시 중랑구 망우로 353 C동 9층(상봉동) | |
| 한양사이버대학교             | (좌동)             | 서울특별시 성동구 왕십리로 220               | |
| 한국폴리텍1대학              | 서울정수캠퍼스     | 서울특별시 용산구 보광로 73                  | |
| 한국폴리텍1대학              | 서울강서캠퍼스     | 서울특별시 강서구 우장산로10길 112           | |
| 동양미래대학교               | (좌동)             | 서울특별시 구로구 경인로 445                 | |
| 명지전문대학                 | (좌동)             | 서울특별시 서대문구 가좌로 134               | |
| 배화여자대학교               | (좌동)             | 서울특별시 종로구 필운대로1길 34             | |
| 삼육보건대학교               | (좌동)             | 서울특별시 동대문구 망우로 82                | |
| 서울여자간호대학교           | (좌동)             | 서울특별시 서대문구 간호대로 38              | |
| 서일대학교                   | (좌동)             | 서울특별시 중랑구 용마산로90길 28            | |
| 숭의여자대학교               | (좌동)             | 서울특별시 중구 소파로2길 10                 | |
| 인덕대학교                   | (좌동)             | 서울특별시 노원구 초안산로 12                | |
| 적십자간호대학               | (좌동)             | 서울특별시 동작구 흑석로 84                  | |
| 한양여자대학교               | (좌동)             | 서울특별시 성동구 살곶이길 200               | |
| 개신대학원대학교             | (좌동)             | 서울특별시 강북구 도봉로 235                 | |
| 국제신학대학원대학교         | (좌동)             | 서울특별시 관악구 남부순환로 1548            | |
| 국제영어대학원대학교         | (좌동)             | 서울특별시 강동구 양재대로81길 17            | |
| 동방문화대학원대학교         | (좌동)             | 서울특별시 성북구 성북로28길 60              | |
| 베뢰아국제대학원대학교       | (좌동)             | 서울특별시 영등포구 가마산로 359             | |
| 북한대학원대학교             | (좌동)             | 서울특별시 종로구 북촌로15길 2               | |
| 서울과학종합대학원대학교     | (좌동)             | 서울특별시 서대문구 이화여대2길 46           | |
| 서울미디어대학원대학교       | (좌동)             | 서울특별시 강서구 화곡로61길 99              | |
| 서울벤처대학원대학교         | (좌동)             | 서울특별시 강남구 봉은사로 405               | |
| 서울불교대학원대학교         | (좌동)             | 서울특별시 금천구 독산로70길 8               | |
| 서울사회복지대학원대학교     | (좌동)             | 서울특별시 영등포구 영신로34길 18            | |
| 서울성경신학대학원대학교     | (좌동)             | 서울특별시 동작구 신대방14가길 45-1          | |
| 서울외국어대학원대학교       | (좌동)             | 서울특별시 서초구 남부순환로356길 85         | |
| 순복음대학원대학교           | (좌동)             | 서울특별시 관악구 과천대로 927               | |
| 예명대학원대학교             | (좌동)             | 서울특별시 서초구 남부순환로337가길 49       | |
| 용문상담심리대학원대학교     | (좌동)             | 서울특별시 종로구 율곡로 154                 | |
| 치유상담대학원대학교         | (좌동)             | 서울특별시 서초구 서초대로 121               | |
| 한국상담대학원대학교         | (좌동)             | 서울특별시 서초구 효령로 366                 | |
| 한림국제대학원대학교         | (좌동)             | 서울특별시 강남구 역삼로 405                 | |
| 한반도국제대학원대학교       | (좌동)             | 서울특별시 용산구 임정로 17                  | |
| 횃불트리니티신학대학원대학교 | (좌동)             | 서울특별시 서초구 바우뫼로31길 70            | |

### 경기도
| 대학                         | 캠퍼스       | 위치                                        | 비고 |
| ---------------------------- | ------------ | ------------------------------------------- | --- |
| 한경대학교                   | 안성캠퍼스   | 경기도 안성시 중앙로 327                    | |
| 한경대학교                   | 평택캠퍼스   | 경기도 평택시 삼남로 283                    | 재활복지학부, 창의예술학부, 사회통합학부, AI반도체융합학부, 컴퓨터응용수학부, 디자인건축융합학부                            |
| 한국방송통신대학교           | 경기지역대학 | 경기도 수원시 권선구 효행로 28              | |
| 가천대학교                   | 글로벌캠퍼스 | 경기도 성남시 수정구 성남대로 1342          | 가천리버럴아츠빌리지, 경영대학, 사회과학대학, 인문대학, 법과대학, 공과대학, 바이오나노대학, IT대학, 한의과대학, 예술대학    |
| 가천대학교                   | 메디컬캠퍼스 | 인천광역시 연수구 함박뫼로 191              | 의과대학, 약학대학, 간호대학, 보건과학대학                                                                                  |
| 가톨릭대학교                 | 성심교정     | 경기도 부천시 지봉로 43                     | |
| 가톨릭대학교                 | 성신교정     | 서울특별시 종로구 창경궁로 296-12           | 신학대학 |
| 가톨릭대학교                 | 성의교정     | 서울특별시 서초구 반포대로 222              | 의과대학 |
| 강남대학교                   | (좌동)       | 경기도 용인시 기흥구 강남로 40              | |
| 경기대학교                   | 수원캠퍼스   | 경기도 수원시 영통구 광교산로 154-42        | 융합교양대학, 휴먼인재융합대학, 지식정보서비스대학, 융합과학대학, 창의공과대학                                              |
| 경기대학교                   | 서울캠퍼스   | 서울특별시 서대문구 경기대로9길 24          | 관광문화대학 |
| 단국대학교                   | 죽전캠퍼스   | 경기도 용인시 수지구 죽전로 152             | |
| 단국대학교                   | 천안캠퍼스   | 충청남도 천안시 동남구 단대로 119           | 과학기술대학, 공공·보건과학대학, 생명공학대학, 스포츠과학대학, 예술대학, 외국어대학, 약학대학, 의과대학, 치과대학, 간호대학 |
| 대진대학교                   | (좌동)       | 경기도 포천시 호국로 1007                   | |
| 루터대학교                   | (좌동)       | 경기도 용인시 기흥구 금화로82번길 20        | |
| 서울신학대학교               | (좌동)       | 경기도 부천시 호현로489번길 52              | |
| 서울장신대학교               | (좌동)       | 경기도 광주시 경안로 145                    | |
| 성결대학교                   | (좌동)       | 경기도 안양시 만안구 성결대학로 53          | |
| 수원가톨릭대학교             | (좌동)       | 경기도 화성시 봉담읍 왕림1길 67             | |
| 수원대학교                   | (좌동)       | 경기도 화성시 봉담읍 와우안길 17            | |
| 신경대학교                   | (좌동)       | 경기도 화성시 남양읍 남양중앙로 400-5       | |
| 신한대학교                   | 제1캠퍼스    | 경기도 의정부시 호암로 95                   | 사회과학대학, 글로벌비즈니스대학, 바이오생태보건대학, 과학기술융합대학, 디자인예술대학, 평생학습중심대학, 교양교육원        |
| 신한대학교                   | 제2캠퍼스    | 경기도 동두천시 별마들로40번길 30           | 글로벌비즈니스대학, 간호대학, 과학기술융합대학                                                                              |
| 아세아연합신학대학교         | (좌동)       | 경기도 양평군 옥천면 경강로 1276            | |
| 아주대학교                   | (좌동)       | 경기도 수원시 영통구 월드컵로 206           | |
| 안양대학교                   | 안양캠퍼스   | 경기도 안양시 만안구 삼덕로37번길 22        | |
| 안양대학교                   | 강화캠퍼스   | 인천광역시 강화군 불은면 중앙로 602-14      | |
| 용인대학교                   | (좌동)       | 경기도 용인시 처인구 용인대학로 134         | |
| 중앙승가대학교               | (좌동)       | 경기도 김포시 승가로 123                    | |
| 차의과학대학교               | (좌동)       | 경기도 포천시 해룡로 120                    | |
| 칼빈대학교                   | (좌동)       | 경기도 용인시 기흥구 마북로 184             | |
| 평택대학교                   | (좌동)       | 경기도 평택시 서동대로 3825                 | |
| 한국산업기술대학교           | (좌동)       | 경기도 시흥시 산기대학로 237                | |
| 한국항공대학교               | (좌동)       | 경기도 고양시 덕양구 항공대학로 76          | |
| 한세대학교                   | (좌동)       | 경기도 군포시 한세로 30                     | |
| 한신대학교                   | 오산캠퍼스   | 경기도 오산시 한신대길 137                  | |
| 한신대학교                   | 서울캠퍼스   | 서울특별시 강북구 인수봉로 159              | 신학대학원 |
| 한양대학교 ERICA캠퍼스       | ERICA캠퍼스  | 경기도 안산시 상록구 한양대학로 55          | |
| 협성대학교                   | (좌동)       | 경기도 화성시 봉담읍 최루백로 72            | |
| 국제사이버대학교             | (좌동)       | 경기도 수원시 팔달구 경수대로 490           | |
| 한국폴리텍1대학              | 성남캠퍼스   | 경기도 성남시 수정구 수정로 398             | |
| 한국폴리텍2대학              | 안성캠퍼스   | 경기도 안성시 공도읍 송원길 41-12           | |
| 한국폴리텍2대학              | 화성캠퍼스   | 경기도 화성시 팔탄면 제암고주로 108         | |
| ICT폴리텍대학                | (좌동)       | 경기도 광주시 순암로 16-26                  | |
| 경기과학기술대학교           | (좌동)       | 경기도 시흥시 경기과기대로 269              | |
| 경민대학교                   | (좌동)       | 경기도 의정부시 서부로 545                  | |
| 경복대학교                   | 남양주캠퍼스 | 경기도 남양주시 진접읍 경복대로 425         | |
| 경복대학교                   | 포천캠퍼스   | 경기도 포천시 신북면 신평로 154             | |
| 계원예술대학교               | (좌동)       | 경기도 의왕시 계원대학로 66                 | |
| 국제대학교                   | (좌동)       | 경기도 평택시 장안웃길 56                   | |
| 김포대학교                   | (좌동)       | 경기도 김포시 월곶면 김포대학로 97          | |
| 농협대학교                   | (좌동)       | 경기도 고양시 덕양구 서삼릉길 281           | |
| 대림대학교                   | (좌동)       | 경기도 안양시 동안구 임곡로 29              | |
| 동남보건대학교               | (좌동)       | 경기도 수원시 장안구 천천로74번길 50        | |
| 동서울대학교                 | (좌동)       | 경기도 성남시 수정구 복정로 76              | |
| 동아방송예술대학교           | (좌동)       | 경기도 안성시 삼죽면 동아예대길 47          | |
| 동원대학교                   | (좌동)       | 경기도 광주시 곤지암읍 경충대로 26          | |
| 두원공과대학교               | 안성캠퍼스   | 경기도 안성시 죽산면 관음당길 51            | |
| 두원공과대학교               | 파주캠퍼스   | 경기도 파주시 파주읍 주라위길 159           | |
| 부천대학교                   | (좌동)       | 경기도 부천시 신흥로56번길 25               | |
| 서울예술대학교               | (좌동)       | 경기도 안산시 단원구 예술대학로 171         | |
| 서정대학교                   | (좌동)       | 경기도 양주시 은현면 화합로 1049-56         | |
| 수원과학대학교               | (좌동)       | 경기도 화성시 정남면 세자로 288             | |
| 수원여자대학교               | 인제캠퍼스   | 경기도 수원시 권선구 온정로 72              | |
| 수원여자대학교               | 해란캠퍼스   | 경기도 화성시 주석로 1098                   | |
| 신구대학교                   | (좌동)       | 경기도 성남시 중원구 광명로 377             | |
| 신안산대학교                 | (좌동)       | 경기도 안산시 단원구 신안산대학로 135       | |
| 안산대학교                   | (좌동)       | 경기도 안산시 상록구 안산대학로 155         | |
| 여주대학교                   | (좌동)       | 경기도 여주시 세종로 338                    | |
| 연성대학교                   | (좌동)       | 경기도 안양시 만안구 양화로37번길 34        | |
| 오산대학교                   | (좌동)       | 경기도 오산시 청학로 45                     | |
| 용인송담대학교               | (좌동)       | 경기도 용인시 처인구 동부로 61              | |
| 웅지세무대학교               | (좌동)       | 경기도 파주시 탄현면 웅지로144번길 73       | |
| 유한대학교                   | (좌동)       | 경기도 부천시 경인로 590                    | |
| 장안대학교                   | (좌동)       | 경기도 화성시 봉담읍 삼천병마로 1182        | |
| 청강문화산업대학교           | (좌동)       | 경기도 이천시 마장면 청강가창로 389-94      | |
| 한국관광대학교               | (좌동)       | 경기도 이천시 신둔면 이장로311번길 197-73   | |
| 계약신학대학원대학교         | (좌동)       | 경기도 광주시 초월읍 진새골길 151-30        | |
| 구세군사관대학원대학교       | (좌동)       | 경기도 과천시 관악산길 216                  | |
| 국립암센터국제암대학원대학교 | (좌동)       | 경기도 고양시 일산동구 일산로 323           | |
| 국제법률경영대학원대학교     | (좌동)       | 경기도 고양시 덕양구 내유길 230             | |
| 능인불교대학원대학교         | (좌동)       | 경기도 화성시 팔탄면 3.1만세로 694-57       | |
| 대한신학대학원대학교         | (좌동)       | 경기도 안양시 만안구 경수대로1406번길 30    | |
| 선학유피대학원대학교         | (좌동)       | 경기도 가평군 설악면 미사리로 324-211       | |
| 성서침례대학원대학교         | (좌동)       | 경기도 이천시 대월면 대평로 548-123         | |
| 실천신학대학원대학교         | (좌동)       | 경기도 이천시 신둔면 마소로11번길 311-43    | |
| 에스라성경대학원대학교       | (좌동)       | 경기도 고양시 덕양구 대양로285번길 33-7     | |
| 웨스트민스터신학대학원대학교 | (좌동)       | 경기도 용인시 기흥구 동백죽전대로 201-11    | |
| 제네바신학대학원대학교       | (좌동)       | 경기도 파주시 파평면 파산서원길 64-68       | |
| 중앙신학대학원대학교         | (좌동)       | 경기도 용인시 처인구 남사면 아곡로96번길 79 | |
| 한국학대학원                 | (좌동)       | 경기도 성남시 분당구 하오개로 323           | |
| 합동신학대학원대학교         | (좌동)       | 경기도 수원시 영통구 광교중앙로 50          | |

### 인천광역시
| 대학               | 캠퍼스         | 위치                                     | 비고                             |
| ------------------ | -------------- | ---------------------------------------- | -------------------------------- |
| 인천대학교         | 송도캠퍼스     | 인천광역시 연수구 아카데미로 119         |                                  |
| 인천대학교         | 제물포캠퍼스   | 인천광역시 미추홀구 석정로 165           |                                  |
| 인천대학교         | 미추홀캠퍼스   | 인천광역시 연수구 갯벌로 12              |                                  |
| 경인교육대학교     | 인천캠퍼스     | 인천광역시 계양구 계산로 62              |                                  |
| 경인교육대학교     | 경기캠퍼스     | 경기도 안양시 만안구 삼막로 155          |                                  |
| 한국방송통신대학교 | 인천지역대학   | 인천광역시 남동구 미래로 31              |                                  |
| 인천가톨릭대학교   | 송도국제캠퍼스 | 인천광역시 연수구 해송로 12              | 대학본부, 조형예술대학, 간호대학 |
| 인천가톨릭대학교   | 강화캠퍼스     | 인천광역시 강화군 양도면 고려왕릉로 53-1 | 신학대학                         |
| 인하대학교         | (좌동)         | 인천광역시 미추홀구 인하로 100           |                                  |
| 한국폴리텍2대학    | 인천캠퍼스     | 인천광역시 부평구 무네미로448번길 56     |                                  |
| 한국폴리텍2대학    | 남인천캠퍼스   | 인천광역시 미추홀구 염전로333번길 23     |                                  |
| 경인여자대학교     | (좌동)         | 인천광역시 계양구 계양산로 63            |                                  |
| 인천재능대학교     | (좌동)         | 인천광역시 동구 재능로 178               |                                  |
| 인하공업전문대학   | (좌동)         | 인천광역시 미추홀구 인하로 100           |                                  |
| 성산효대학원대학교 | (좌동)         | 인천광역시 남동구 석정로 543             |                                  |
| 주안대학원대학교   | (좌동)         | 인천광역시 미추홀구 석바위로74번길 11    |                                  |

## 충청권

### 대전광역시
| 대학                     | 캠퍼스             | 위치                              | 비고               |
| ------------------------ | ------------------ | --------------------------------- | ------------------ |
| 충남대학교               | 대덕캠퍼스         | 대전광역시 유성구 대학로 99       |                    |
| 충남대학교               | 보운캠퍼스         | 대전광역시 중구 문화로 266        | 의과대학, 간호대학 |
| 한밭대학교               | 유성덕명캠퍼스     | 대전광역시 유성구 동서대로 125    |                    |
| 한밭대학교               | 대덕산학융합캠퍼스 | 대전광역시 유성구 테크노1로 75    |                    |
| 한국과학기술원(KAIST)    | 대덕캠퍼스         | 대전광역시 유성구 대학로 291      |                    |
| 한국과학기술원(KAIST)    | 문지캠퍼스         | 대전광역시 유성구 문지로 193      |                    |
| 한국과학기술원(KAIST)    | 서울캠퍼스         | 서울특별시 동대문구 회기로 85     | 경영대학           |
| 한국과학기술원(KAIST)    | 도곡캠퍼스         | 서울특별시 강남구 논현로28길 25   |                    |
| 국군간호사관학교         | (좌동)             | 대전광역시 유성구 자운로 90       |                    |
| 한국방송통신대학교       | 대전·충남지역대학  | 대전광역시 유성구 오룡1길 112     |                    |
| 대전대학교               | (좌동)             | 대전광역시 동구 대학로 62         |                    |
| 대전신학대학교           | (좌동)             | 대전광역시 대덕구 한남로 41       |                    |
| 목원대학교               | (좌동)             | 대전광역시 서구 도안북로 88       |                    |
| 배재대학교               | (좌동)             | 대전광역시 서구 배재로 155-40     |                    |
| 우송대학교               | 동캠퍼스           | 대전광역시 동구 백룡로 59         |                    |
| 우송대학교               | 서캠퍼스           | 대전광역시 동구 동대전로 171      |                    |
| 을지대학교               | 대전캠퍼스         | 대전광역시 중구 계룡로771번길 77  |                    |
| 을지대학교               | 성남캠퍼스         | 경기도 성남시 수정구 산성대로 553 |                    |
| 침례신학대학교           | (좌동)             | 대전광역시 유성구 북유성대로 190  |                    |
| 한남대학교               | 본교               | 대전광역시 대덕구 한남로 70       |                    |
| 한남대학교               | 대덕밸리캠퍼스     | 대전광역시 유성구 유성대로 1646   |                    |
| 건양사이버대학교         | (좌동)             | 대전광역시 서구 관저동로 158      |                    |
| 한국폴리텍4대학          | 대전캠퍼스         | 대전광역시 동구 우암로 352-21     |                    |
| 대덕대학교               | (좌동)             | 대전광역시 유성구 가정북로 68     |                    |
| 대전과학기술대학교       | (좌동)             | 대전광역시 서구 혜천로 100        |                    |
| 대전보건대학교           | (좌동)             | 대전광역시 동구 충정로 21         |                    |
| 우송정보대학             | (좌동)             | 대전광역시 동구 백룡로 59         |                    |
| 건신대학원대학교         | (좌동)             | 대전광역시 중구 목동로 23         |                    |
| 과학기술연합대학원대학교 | (좌동)             | 대전광역시 유성구 가정로 217      |                    |

### 세종특별자치시
| 대학                               | 캠퍼스     | 위치                                  | 비고 |
| ---------------------------------- | ---------- | ------------------------------------- | ---- |
| 고려대학교 세종캠퍼스              | 세종캠퍼스 | 세종특별자치시 조치원읍 세종로 2511   |      |
| 대전가톨릭대학교                   | (좌동)     | 세종특별자치시 전의면 가톨릭대학로 30 |      |
| 한국영상대학교                     | (좌동)     | 세종특별자치시 장군면 대학길 300      |      |
| 한국개발연구원국제정책대학원대학교 | (좌동)     | 세종특별자치시 남세종로 263           |      |

### 충청남도
| 대학                       | 캠퍼스             | 위치                                            | 비고                                                                                             |
| -------------------------- | ------------------ | ----------------------------------------------- | ------------------------------------------------------------------------------------------------ |
| 공주대학교                 | 신관캠퍼스         | 충청남도 공주시 공주대학로 56                   |                                                                                                  |
| 공주대학교                 | 옥룡캠퍼스         | 충청남도 공주시 우금티로 753                    | 한민족교육문화원, 평생교육원                                                                     |
| 공주대학교                 | 천안캠퍼스         | 충청남도 천안시 서북구 천안대로 1223-24         | 공과대학                                                                                         |
| 공주대학교                 | 예산캠퍼스         | 충청남도 예산군 예산읍 대학로 54                | 산업과학대학                                                                                     |
| 한국전통문화대학교         | (좌동)             | 충청남도 부여군 규암면 백제문로 367             |                                                                                                  |
| 공주교육대학교             | (좌동)             | 충청남도 공주시 웅진로 27                       |                                                                                                  |
| 건양대학교                 | 논산창의융합캠퍼스 | 충청남도 논산시 대학로 121                      |                                                                                                  |
| 건양대학교                 | 대전메디컬캠퍼스   | 대전광역시 서구 관저동로 158                    |                                                                                                  |
| 금강대학교                 | (좌동)             | 충청남도 논산시 상월면 상월로 522               |                                                                                                  |
| 나사렛대학교               | (좌동)             | 충청남도 천안시 서북구 월봉로 48                |                                                                                                  |
| 남서울대학교               | (좌동)             | 충청남도 천안시 서북구 성환읍 대학로 91         |                                                                                                  |
| 백석대학교                 | (좌동)             | 충청남도 천안시 동남구 문암로 76                |                                                                                                  |
| 선문대학교                 | (좌동)             | 충청남도 아산시 탕정면 선문로221번길 70         |                                                                                                  |
| 순천향대학교               | (좌동)             | 충청남도 아산시 신창면 순천향로 22              |                                                                                                  |
| 중부대학교                 | 충청캠퍼스         | 충청남도 금산군 추부면 대학로 201               |                                                                                                  |
| 중부대학교                 | 고양캠퍼스         | 경기도 고양시 덕양구 동헌로 305                 |                                                                                                  |
| 청운대학교                 | 홍성캠퍼스         | 충청남도 홍성군 홍성읍 대학길 25                | 교양대학, 공연영상예술대학, 호텔관광대학, 창의융합대학, 보건복지간호대학, 글로벌커뮤니케이션대학 |
| 청운대학교                 | 인천캠퍼스         | 인천광역시 미추홀구 숙골로 113                  | 공과대학, 경영대학, 산업대학                                                                     |
| 한국기술교육대학교         | (좌동)             | 충청남도 천안시 동남구 병천면 충절로 1600       |                                                                                                  |
| 한서대학교                 | 서산캠퍼스         | 충청남도 서산시 해미면 한서1로 46               |                                                                                                  |
| 한서대학교                 | 태안캠퍼스         | 충청남도 태안군 남면 곰섬로 236-49              |                                                                                                  |
| 호서대학교                 | 아산캠퍼스         | 충청남도 아산시 배방읍 호서로79번길 20          |                                                                                                  |
| 호서대학교                 | 천안캠퍼스         | 충청남도 천안시 동남구 호서대길 12              |                                                                                                  |
| 호서대학교                 | 산학융합캠퍼스     | 충청남도 당진시 석문면 산단7로 201              |                                                                                                  |
| 호서대학교                 | 서울캠퍼스         | 서울특별시 서초구 남부순환로 2497               |                                                                                                  |
| 글로벌사이버대학교         | 천안캠퍼스         | 충청남도 천안시 동남구 목천읍 교천지산길 284-88 |                                                                                                  |
| 글로벌사이버대학교         | 서울캠퍼스         | 서울특별시 강남구 압구정로32길 11               |                                                                                                  |
| 한국폴리텍대학             | 바이오캠퍼스       | 충청남도 논산시 강경읍 동안로112번길 48         |                                                                                                  |
| 한국폴리텍4대학            | 아산캠퍼스         | 충청남도 아산시 신창면 행목로 45                |                                                                                                  |
| 한국폴리텍4대학            | 홍성캠퍼스         | 충청남도 홍성군 홍성읍 충서로 1200              |                                                                                                  |
| 충남도립대학교             | (좌동)             | 충청남도 청양군 청양읍 학사길 55                |                                                                                                  |
| 백석문화대학교             | (좌동)             | 충청남도 천안시 동남구 문암로 58                |                                                                                                  |
| 신성대학교                 | (좌동)             | 충청남도 당진시 정미면 대학로 1                 |                                                                                                  |
| 아주자동차대학             | (좌동)             | 충청남도 보령시 주포면 대학길 106               |                                                                                                  |
| 연암대학교                 | (좌동)             | 충청남도 천안시 서북구 성환읍 연암로 313        |                                                                                                  |
| 혜전대학교                 | (좌동)             | 충청남도 홍성군 홍성읍 대학길 25                |                                                                                                  |
| 국제뇌교육종합대학원대학교 | (좌동)             | 충청남도 천안시 동남구 목천읍 교천지산길 284-31 |                                                                                                  |
| 국제문화대학원대학교       | (좌동)             | 충청남도 청양군 운곡면 청신로 576               |                                                                                                  |

### 충청북도
| 대학                    | 캠퍼스       | 위치                                             | 비고       |
| ----------------------- | ------------ | ------------------------------------------------ | ---------- |
| 충북대학교              | 개신캠퍼스   | 충청북도 청주시 서원구 충대로 1                  |            |
| 충북대학교              | 오송캠퍼스   | 충청북도 청주시 흥덕구 오송읍 오송생명1로 194-21 | 약학대학   |
| 충북대학교              | 오창캠퍼스   | 충청북도 청주시 청원구 오창읍 양청4길 45         | 융합캠퍼스 |
| 한국교통대학교          | 충주캠퍼스   | 충청북도 충주시 대소원면 대학로 50               |            |
| 한국교통대학교          | 증평캠퍼스   | 충청북도 증평군 증평읍 대학로 61                 |            |
| 한국교통대학교          | 의왕캠퍼스   | 경기도 의왕시 철도박물관로 157                   |            |
| 한국교원대학교          | (좌동)       | 충청북도 청주시 흥덕구 강내면 태성탑연로 250     |            |
| 청주교육대학교          | (좌동)       | 충청북도 청주시 서원구 청남로 2065               |            |
| 한국방송통신대학교      | 충북지역대학 | 충청북도 청주시 서원구 모충로 32                 |            |
| 건국대학교 글로컬캠퍼스 | 글로컬캠퍼스 | 충청북도 충주시 충원대로 268                     |            |
| 극동대학교              | (좌동)       | 충청북도 음성군 감곡면 대학길 76-32              |            |
| 꽃동네대학교            | (좌동)       | 충청북도 청주시 서원구 현도면 상삼길 133         |            |
| 서원대학교              | (좌동)       | 충청북도 청주시 서원구 무심서로 377-3            |            |
| 세명대학교              | (좌동)       | 충청북도 제천시 세명로 65                        |            |
| 순복음총회신학교        | (좌동)       | 충청북도 제천시 덕산면 도전로 320                |            |
| 유원대학교              | 영동캠퍼스   | 충청북도 영동군 영동읍 대학로 310                |            |
| 유원대학교              | 아산캠퍼스   | 충청남도 아산시 음봉면 연암산로 52-70            |            |
| 중원대학교              | (좌동)       | 충청북도 괴산군 괴산읍 문무로 85                 |            |
| 청주대학교              | (좌동)       | 충청북도 청주시 청원구 대성로 298                |            |
| 한국폴리텍4대학         | 청주캠퍼스   | 충청북도 청주시 흥덕구 산단로 54                 |            |
| 한국폴리텍4대학         | 충주캠퍼스   | 충청북도 충주시 국원대로 548                     |            |
| 충북도립대학            | 옥천캠퍼스   | 충청북도 옥천군 옥천읍 대학길 15                 |            |
| 충북도립대학            | 오송캠퍼스   | 충청북도 청주시 흥덕구 오송읍 오송생명1로 194-31 |            |
| 강동대학교              | (좌동)       | 충청북도 음성군 감곡면 대학길 278                |            |
| 대원대학교              | (좌동)       | 충청북도 제천시 대학로 316                       |            |
| 충북보건과학대학교      | (좌동)       | 충청북도 청주시 청원구 내수읍 덕암길 10          |            |
| 충청대학교              | (좌동)       | 충청북도 청주시 흥덕구 강내면 월곡길 38          |            |

## 호남권

### 광주광역시
| 대학                 | 캠퍼스            | 위치                                 | 비고               |
| -------------------- | ----------------- | ------------------------------------ | ------------------ |
| 전남대학교           | 광주캠퍼스        | 광주광역시 북구 용봉로 77            |                    |
| 전남대학교           | 학동캠퍼스        | 광주광역시 동구 백서로 160           | 의과대학, 간호대학 |
| 전남대학교           | 여수캠퍼스        | 전라남도 여수시 대학로 50            |                    |
| 전남대학교           | 화순캠퍼스        | 전라남도 화순군 화순읍 서양로 322    |                    |
| 광주교육대학교       | (좌동)            | 광주광역시 북구 필문대로 55          |                    |
| 광주과학기술원(GIST) | (좌동)            | 광주광역시 북구 첨단과기로 123       |                    |
| 한국방송통신대학교   | 광주·전남지역대학 | 광주광역시 광산구 첨단내촌로 6       |                    |
| 광신대학교           | (좌동)            | 광주광역시 북구 양산택지소로 36      |                    |
| 광주대학교           | (좌동)            | 광주광역시 남구 효덕로 277           |                    |
| 광주여자대학교       | (좌동)            | 광주광역시 광산구 여대길 201         |                    |
| 남부대학교           | (좌동)            | 광주광역시 광산구 첨단중앙로 23      |                    |
| 송원대학교           | (좌동)            | 광주광역시 남구 송암로 73            |                    |
| 조선대학교           | (좌동)            | 광주광역시 동구 필문대로 309         |                    |
| 호남대학교           | (좌동)            | 광주광역시 광산구 호남대길 120       |                    |
| 호남신학대학교       | (좌동)            | 광주광역시 남구 제중로 77            |                    |
| 한국폴리텍5대학      | 광주1캠퍼스       | 광주광역시 북구 하서로 85            |                    |
| 한국폴리텍5대학      | 광주2캠퍼스       | 광주광역시 북구 매곡로 137           |                    |
| 광주보건대학교       | (좌동)            | 광주광역시 광산구 북문대로419번길 73 |                    |
| 기독간호대학교       | (좌동)            | 광주광역시 남구 백서로70번길 6       |                    |
| 동강대학교           | (좌동)            | 광주광역시 북구 동문대로 50          |                    |
| 서영대학교           | 광주캠퍼스        | 광주광역시 북구 서강로 1             |                    |
| 서영대학교           | 파주캠퍼스        | 경기도 파주시 월롱면 서영로 170      |                    |
| 조선간호대학교       | (좌동)            | 광주광역시 동구 필문대로 309-2       |                    |
| 조선이공대학교       | (좌동)            | 광주광역시 동구 필문대로 309-1       |                    |

### 전라남도
| 대학             | 캠퍼스               | 위치                                  | 비고 |
| ---------------- | -------------------- | ------------------------------------- | ---- |
| 목포대학교       | 도림캠퍼스           | 전라남도 무안군 청계면 영산로 1666    |      |
| 목포대학교       | 목포캠퍼스           | 전라남도 목포시 송림로41번길 11       |      |
| 목포대학교       | 남악캠퍼스           | 전라남도 무안군 삼향읍 남악로 190     |      |
| 목포대학교       | 신해양산업단지캠퍼스 | 전라남도 영암군 삼호읍 대불주거3로 75 |      |
| 목포해양대학교   | (좌동)               | 전라남도 목포시 해양대학로 91         |      |
| 순천대학교       | (좌동)               | 전라남도 순천시 중앙로 255            |      |
| 광주가톨릭대학교 | (좌동)               | 전라남도 나주시 남평읍 중남길 12-25   |      |
| 동신대학교       | (좌동)               | 전라남도 나주시 건재로 185            |      |
| 목포가톨릭대학교 | (좌동)               | 전라남도 목포시 영산로 697            |      |
| 세한대학교       | 영암캠퍼스           | 전라남도 영암군 삼호읍 녹색로 1113    |      |
| 세한대학교       | 당진캠퍼스           | 충청남도 당진시 신평면 세한대길 33    |      |
| 영산선학대학교   | (좌동)               | 전라남도 영광군 백수읍 성지로 1357    |      |
| 초당대학교       | (좌동)               | 전라남도 무안군 무안읍 무안로 380     |      |
| 한려대학교       | (좌동)               | 전라남도 광양시 광양읍 한려대길 94-13 |      |
| 한국폴리텍5대학  | 목포캠퍼스           | 전라남도 무안군 청계면 영산로 1854-16 |      |
| 한국폴리텍5대학  | 순천캠퍼스           | 전라남도 순천시 기적의도서관1길 41    |      |
| 전남도립대학교   | (좌동)               | 전라남도 담양군 담양읍 죽녹원로 152   |      |
| 고구려대학교     | (좌동)               | 전라남도 나주시 다시면 백호로 125     |      |
| 광양보건대학교   | (좌동)               | 전라남도 광양시 광양읍 대학로 85      |      |
| 동아보건대학교   | (좌동)               | 전라남도 영암군 학산면 영산로 76-57   |      |
| 목포과학대학교   | (좌동)               | 전라남도 목포시 영산로 413-1          |      |
| 전남과학대학교   | (좌동)               | 전라남도 곡성군 옥과면 대학로 113     |      |
| 청암대학교       | (좌동)               | 전라남도 순천시 녹색로 1641           |      |
| 한영대학         | (좌동)               | 전라남도 여수시 장군산길 18-43        |      |

### 전북특별자치도
| 대학               | 캠퍼스               | 위치                                         | 비고                                            |
| ------------------ | -------------------- | -------------------------------------------- | ----------------------------------------------- |
| 전북대학교         | 전주캠퍼스           | 전북특별자치도 전주시 덕진구 백제대로 567    |                                                 |
| 전북대학교         | 특성화캠퍼스         | 전북특별자치도 익산시 고봉로 79              |                                                 |
| 전북대학교         | 고창캠퍼스           | 전북특별자치도 고창군 고창읍 태봉로 361      |                                                 |
| 전북대학교         | 새만금프런티어캠퍼스 | 전북특별자치도 군산시 산단남북로 177         | 기업 연구관 · 녹색산업 특화 창업보육센터        |
| 전북대학교         | 완주캠퍼스           | 전북특별자치도도 완주군 봉동읍 용암리 38     | 고온플라즈마응용연구센터                        |
| 전북대학교         | 정읍캠퍼스           | 전북특별자치도 정읍시 입신길 181             | 산학연협력센터 · 농축산용미생물산업육성지원센터 |
| 군산대학교         | 미룡캠퍼스           | 전북특별자치도 군산시 대학로 558             |                                                 |
| 군산대학교         | 새만금캠퍼스         | 전북특별자치도 군산시 산단남북로 177-1       |                                                 |
| 전주교육대학교     | (좌동)               | 전북특별자치도 전주시 완산구 서학로 50       |                                                 |
| 한국방송통신대학교 | 전북지역대학         | 전북특별자치도 전주시 완산구 태평3길 63      |                                                 |
| 예수대학교         | (좌동)               | 전북특별자치도 전주시 완산구 서원로 383      |                                                 |
| 예원예술대학교     | 전북희망캠퍼스       | 전북특별자치도 임실군 신평면 창인로 117      |                                                 |
| 예원예술대학교     | 경기드림캠퍼스       | 경기도 양주시 은현면 화합로 1134-110         |                                                 |
| 우석대학교         | 전주캠퍼스           | 전북특별자치도 완주군 삼례읍 삼례로 443      |                                                 |
| 우석대학교         | 진천캠퍼스           | 충청북도 진천군 진천읍 대학로 66             |                                                 |
| 원광대학교         | (좌동)               | 전북특별자치도 익산시 익산대로 460           |                                                 |
| 전주대학교         | (좌동)               | 전북특별자치도 전주시 완산구 천잠로 303      |                                                 |
| 한일장신대학교     | (좌동)               | 전북특별자치도 완주군 상관면 왜목로 726-15   |                                                 |
| 호원대학교         | (좌동)               | 전북특별자치도 군산시 임피면 호원대3길 64    |                                                 |
| 원광디지털대학교   | 익산캠퍼스           | 전북특별자치도 익산시 익산대로 460           |                                                 |
| 원광디지털대학교   | 서울캠퍼스           | 서울특별시 영등포구 도림천로 437             |                                                 |
| 한국농수산대학     | (좌동)               | 전북특별자치도 전주시 덕진구 콩쥐팥쥐로 1515 |                                                 |
| 한국폴리텍5대학    | 익산캠퍼스           | 전북특별자치도 익산시 선화로 579             |                                                 |
| 한국폴리텍5대학    | 김제캠퍼스           | 전북특별자치도 김제시 백학제길 154           |                                                 |
| 군산간호대학교     | (좌동)               | 전북특별자치도 군산시 동개정길 7             |                                                 |
| 군장대학교         | (좌동)               | 전전북특별자치도군산시 성산면 군장대길 13    |                                                 |
| 백제예술대학교     | (좌동)               | 전북특별자치도 완주군 봉동읍 백제대학로 171  |                                                 |
| 서해대학교         | (좌동)               | 전북특별자치도 군산시 서해대길 6             |                                                 |
| 원광보건대학교     | (좌동)               | 전북특별자치도 익산시 익산대로 514           |                                                 |
| 전북과학대학교     | (좌동)               | 전북특별자치도 정읍시 정읍사로 509           |                                                 |
| 전주기전대학       | (좌동)               | 전북특별자치도 전주시 완산구 전주천서로 267  |                                                 |
| 전주비전대학교     | (좌동)               | 전북특별자치도 전주시 완산구 천잠로 235      |                                                 |
| 원불교대학원대학교 | (좌동)               | 전북특별자치도 익산시 익산대로33길 23        |                                                 |

## 경남권

### 부산광역시
| 대학               | 캠퍼스           | 위치                                      | 비고 |
| ------------------ | ---------------- | ----------------------------------------- | --- |
| 부산대학교         | 부산캠퍼스       | 부산광역시 금정구 부산대학로63번길 2      | |
| 부산대학교         | 양산캠퍼스       | 경상남도 양산시 물금읍 부산대학로 49      | 의과대학/의학전문대학원(양산부산대학교병원), 치의학전문대학원, 한의학전문대학원, 간호대학, 정보의생명공학대학 |
| 부산대학교         | 밀양캠퍼스       | 경상남도 밀양시 삼랑진읍 삼랑진로 1268-50 | 생명자원과학대학, 나노과학기술대학                                                                            |
| 부산대학교         | 아미캠퍼스       | 부산광역시 서구 구덕로 179                | 부산대학교병원                                                                                                |
| 부경대학교         | 대연캠퍼스       | 부산광역시 남구 용소로 45                 | |
| 부경대학교         | 용당캠퍼스       | 부산광역시 남구 신선로 365                | 산학연 혁신캠퍼스                                                                                             |
| 한국해양대학교     | 아치캠퍼스       | 부산광역시 영도구 태종로 727              | |
| 한국해양대학교     | 다운타운캠퍼스   | 부산광역시 동구 중앙대로 263              | 계약학과, 평생교육원                                                                                          |
| 한국해양대학교     | 서부산융합캠퍼스 | 부산광역시 강서구 미음산단5로41번길 77    | 조선해양시스템공학부, 해양공학과, 해양신소재융합공학과                                                        |
| 부산교육대학교     | (좌동)           | 부산광역시 연제구 교대로 24               | |
| 한국방송통신대학교 | 부산지역대학     | 부산광역시 북구 학사로17번길 14           | |
| 경성대학교         | (좌동)           | 부산광역시 남구 수영로 309                | |
| 고신대학교         | 영도캠퍼스       | 부산광역시 영도구 와치로 194              | |
| 고신대학교         | 송도캠퍼스       | 부산광역시 서구 감천로 262                | 의과대학 |
| 고신대학교         | 천안캠퍼스       | 충청남도 천안시 동남구 충절로 535-31      | 신학대학원 |
| 동명대학교         | (좌동)           | 부산광역시 남구 신선로 428                | |
| 동서대학교         | (좌동)           | 부산광역시 사상구 주례로 47               | |
| 동아대학교         | 승학캠퍼스       | 부산광역시 사하구 낙동대로550번길 37      | 인문과학대학, 공과대학, 예술체육대학, 생명자원과학대학, 건강과학대학                                          |
| 동아대학교         | 구덕캠퍼스       | 부산광역시 서구 대신공원로 32             | 의과대학 |
| 동아대학교         | 부민캠퍼스       | 부산광역시 서구 구덕로 225                | 법학전문대학원, 석당인재학부, 글로벌비즈니스대학, 경영대학, 사회과학대학                                      |
| 동의대학교         | 가야캠퍼스       | 부산광역시 부산진구 엄광로 176            | |
| 동의대학교         | 양정캠퍼스       | 부산광역시 부산진구 양정로 52-57          | 한의과대학 |
| 부산가톨릭대학교   | (좌동)           | 부산광역시 금정구 오륜대로 57             | |
| 부산외국어대학교   | (좌동)           | 부산광역시 금정구 금샘로485번길 65        | |
| 신라대학교         | (좌동)           | 부산광역시 사상구 백양대로700번길 140     | |
| 부산디지털대학교   | (좌동)           | 부산광역시 사상구 주례로 57               | |
| 화신사이버대학교   | (좌동)           | 부산광역시 연제구 고분로191번길 1         | |
| 한국폴리텍7대학    | 부산캠퍼스       | 부산광역시 북구 만덕대로155번길 99        | |
| 한국폴리텍7대학    | 동부산캠퍼스     | 부산광역시 기장군 정관읍 산단4로 2-69     | |
| 경남정보대학교     | (좌동)           | 부산광역시 사상구 주례로 45               | |
| 대동대학교         | (좌동)           | 부산광역시 금정구 동부곡로27번길 88       | |
| 동부산대학교       | (좌동)           | 부산광역시 해운대구 운봉길 60             | |
| 동의과학대학교     | (좌동)           | 부산광역시 부산진구 양지로 54             | |
| 동주대학교         | (좌동)           | 부산광역시 사하구 사리로55번길 16         | |
| 부산경상대학교     | (좌동)           | 부산광역시 연제구 고분로 170              | |
| 부산과학기술대학교 | (좌동)           | 부산광역시 북구 시랑로132번길 88          | |
| 부산여자대학교     | (좌동)           | 부산광역시 부산진구 진남로 506            | |
| 부산예술대학교     | (좌동)           | 부산광역시 남구 못골번영로71번길 74       | |

### 경상남도
| 대학               | 캠퍼스       | 위치                                            | 비고                                                                                     |
| ------------------ | ------------ | ----------------------------------------------- | ---------------------------------------------------------------------------------------- |
| 경상국립대학교     | 가좌캠퍼스   | 경상남도 진주시 진주대로 501                    | 인문대학, 사회과학대학, 사범대학, 경영대학, 법과대학, 자연과학대학, 수의과대학, 공과대학 |
| 경상국립대학교     | 칠암캠퍼스   | 경상남도 진주시 진주대로816번길 15              | 의과대학, 간호대학, 생명자원과학대학, 자연과학대학, 상경대학, 공과대학                   |
| 경상국립대학교     | 통영캠퍼스   | 경상남도 통영시 천대국치길 58                   | 해양과학대학                                                                             |
| 경상국립대학교     | 창원캠퍼스   | 경상남도 창원시 의창구 차룡로48번길 54          | 산학융합캠퍼스                                                                           |
| 창원대학교         | (좌동)       | 경상남도 창원시 의창구 창원대학로 20            |                                                                                          |
| 진주교육대학교     | (좌동)       | 경상남도 진주시 진양호로369번길 3               |                                                                                          |
| 한국방송통신대학교 | 경남지역대학 | 경상남도 진주시 진주대로 824                    |                                                                                          |
| 가야대학교         | 김해캠퍼스   | 경상남도 김해시 삼계로 208                      |                                                                                          |
| 가야대학교         | 고령캠퍼스   | 경상북도 고령군 대가야읍 대가야로 1103          |                                                                                          |
| 경남대학교         | (좌동)       | 경상남도 창원시 마산합포구 경남대학로 7         |                                                                                          |
| 부산장신대학교     | (좌동)       | 경상남도 김해시 김해대로 1894-68                |                                                                                          |
| 영산대학교         | 양산캠퍼스   | 경상남도 양산시 주남로 288                      | 스마트공과대학, 보건의료대학, 창조인재대학, 성심교양대학                                 |
| 영산대학교         | 해운대캠퍼스 | 부산광역시 해운대구 반송순환로 142              | 호텔관광대학, 창조문화융합대학, 창조인재대학, 평생교육대학                               |
| 인제대학교         | 김해캠퍼스   | 경상남도 김해시 인제로 197                      |                                                                                          |
| 인제대학교         | 부산캠퍼스   | 부산광역시 부산진구 복지로 75                   | 의과대학(부산백병원)                                                                     |
| 창신대학교         | (좌동)       | 경상남도 창원시 마산회원구 팔용로 262           |                                                                                          |
| 한국국제대학교     | (좌동)       | 경상남도 진주시 문산읍 동부로 965               |                                                                                          |
| 한국폴리텍대학     | 항공캠퍼스   | 경상남도 사천시 대학길 46                       |                                                                                          |
| 한국폴리텍7대학    | 창원캠퍼스   | 경상남도 창원시 성산구 외동반림로 51-88         |                                                                                          |
| 한국폴리텍7대학    | 진주캠퍼스   | 경상남도 진주시 모덕로 299                      |                                                                                          |
| 경남도립거창대학   | (좌동)       | 경상남도 거창군 거창읍 거창대학로 72            |                                                                                          |
| 경남도립남해대학   | (좌동)       | 경상남도 남해군 남해읍 화전로78번길 30          |                                                                                          |
| 거제대학교         | (좌동)       | 경상남도 거제시 마전1길 91                      |                                                                                          |
| 김해대학교         | (좌동)       | 경상남도 김해시 삼안로112번길 198               |                                                                                          |
| 동원과학기술대학교 | (좌동)       | 경상남도 양산시 명곡로 321                      |                                                                                          |
| 마산대학교         | (좌동)       | 경상남도 마산시 마산회원구 내서읍 함마대로 2640 |                                                                                          |
| 연암공과대학교     | (좌동)       | 경상남도 진주시 진주대로629번길 35              |                                                                                          |
| 진주보건대학교     | (좌동)       | 경상남도 진주시 의병로 51                       |                                                                                          |
| 창원문성대학교     | (좌동)       | 경상남도 창원시 의창구 충혼로 91                |                                                                                          |
| 한국승강기대학교   | (좌동)       | 경상남도 거창군 거창읍 운정1길 120              |                                                                                          |

### 울산광역시
| 대학                           | 캠퍼스       | 위치                                     | 비고 |
| ------------------------------ | ------------ | ---------------------------------------- | ---- |
| 울산과학기술원(UNIST)          | (좌동)       | 울산광역시 울주군 언양읍 유니스트길 50   |      |
| 한국방송통신대학교             | 울산지역대학 | 울산광역시 중구 함월로 90                |      |
| 울산대학교                     | (좌동)       | 울산광역시 남구 대학로 93                |      |
| 한국폴리텍7대학                | 울산캠퍼스   | 울산광역시 중구 산전길 155               |      |
| 울산과학대학교                 | 동부캠퍼스   | 울산광역시 동구 봉수로 101               |      |
| 울산과학대학교                 | 서부캠퍼스   | 울산광역시 남구 대학로 57                |      |
| 춘해보건대학교                 | (좌동)       | 울산광역시 울주군 웅촌면 대학길 9        |      |
| 한국전력국제원자력대학원대학교 | (좌동)       | 울산광역시 울주군 서생면 해맞이로 658-91 |      |

## 경북권

### 대구광역시
| 대학                      | 캠퍼스            | 위치                                        | 비고 |
| ------------------------- | ----------------- | ------------------------------------------- | ---- |
| 경북대학교                | 대구캠퍼스        | 대구광역시 북구 대학로 80                   |      |
| 경북대학교                | 상주캠퍼스        | 경상북도 상주시 경상대로 2559               |      |
| 대구경북과학기술원(DGIST) | (좌동)            | 대구광역시 달성군 현풍읍 테크노중앙대로 333 |      |
| 대구교육대학교            | (좌동)            | 대구광역시 남구 중앙대로 219                |      |
| 한국방송통신대학교        | 대구·경북지역대학 | 대구광역시 달서구 선원로 21                 |      |
| 계명대학교                | 성서캠퍼스        | 대구광역시 달서구 달구벌대로 1095           |      |
| 계명대학교                | 대명캠퍼스        | 대구광역시 남구 명덕로 104                  |      |
| 한국폴리텍대학            | 섬유패션캠퍼스    | 대구광역시 동구 팔공로 222                  |      |
| 한국폴리텍6대학           | 대구캠퍼스        | 대구광역시 서구 국채보상로43길 15           |      |
| 한국폴리텍6대학           | 달성캠퍼스        | 대구광역시 달성군 논공읍 논공로 226         |      |
| 계명문화대학교            | (좌동)            | 대구광역시 달서구 달서대로 675              |      |
| 대구공업대학교            | (좌동)            | 대구광역시 달서구 송현로 205                |      |
| 대구과학대학교            | (좌동)            | 대구광역시 북구 영송로 47                   |      |
| 대구보건대학교            | (좌동)            | 대구광역시 북구 영송로 15                   |      |
| 수성대학교                | (좌동)            | 대구광역시 수성구 달구벌대로528길 15        |      |
| 영남이공대학교            | (좌동)            | 대구광역시 남구 현충로 170                  |      |
| 영진전문대학교            | 복현캠퍼스        | 대구광역시 북구 복현로 35                   |      |
| 영진전문대학교            | 글로벌캠퍼스      | 경상북도 칠곡군 지천면 금송로 60            |      |
| 영진사이버대학교          | (좌동)            | 대구광역시 북구 복현로 35                   |      |

### 경상북도
| 대학                  | 캠퍼스         | 위치                                          | 비고       |
| --------------------- | -------------- | --------------------------------------------- | ---------- |
| 안동대학교            | (좌동)         | 경상북도 안동시 경동로 1375                   |            |
| 금오공과대학교        | 양포동캠퍼스   | 경상북도 구미시 대학로 61                     |            |
| 금오공과대학교        | 신평동캠퍼스   | 경상북도 구미시 구미대로 350-27               |            |
| 경운대학교            | 산동캠퍼스     | 경상북도 구미시 산동면 강동로 730             |            |
| 경운대학교            | 산학융합캠퍼스 | 경상북도 구미시 구미대로 350-27               |            |
| 경일대학교            | (좌동)         | 경상북도 경산시 하양읍 가마실길 50            |            |
| 경주대학교            | (좌동)         | 경상북도 경주시 태종로 188                    |            |
| 김천대학교            | (좌동)         | 경상북도 김천시 대학로 214                    |            |
| 대구가톨릭대학교      | 효성캠퍼스     | 경상북도 경산시 하양읍 하양로 13-13           |            |
| 대구가톨릭대학교      | 유스티노캠퍼스 | 대구광역시 중구 명륜로12길 47                 |            |
| 대구가톨릭대학교      | 루가캠퍼스     | 대구광역시 남구 두류공원로17길 33             |            |
| 대구가톨릭대학교      | 감삼동캠퍼스   | 대구광역시 달서구 용산로24길 17               | 평생교육원 |
| 대구대학교            | 경산캠퍼스     | 경상북도 경산시 진량읍 대구대로 201           |            |
| 대구대학교            | 대명동캠퍼스   | 대구광역시 남구 성당로50길 33                 |            |
| 대구예술대학교        | (좌동)         | 경상북도 칠곡군 가산면 다부거문1길 202        |            |
| 대구한의대학교        | 삼성캠퍼스     | 경상북도 경산시 한의대로 1                    |            |
| 대구한의대학교        | 수성캠퍼스     | 대구광역시 수성구 신천동로 136                |            |
| 대구한의대학교        | 오성캠퍼스     | 경상북도 경산시 어봉지길 285-10               |            |
| 대신대학교            | (좌동)         | 경상북도 경산시 경청로222길 33                |            |
| 동국대학교 경주캠퍼스 | 경주캠퍼스     | 경상북도 경주시 동대로 123                    |            |
| 동양대학교            | 영주캠퍼스     | 경상북도 영주시 풍기읍 동양대로 145           |            |
| 동양대학교            | 동두천캠퍼스   | 경기도 동두천시 평화로 2741                   |            |
| 영남대학교            | 경산캠퍼스     | 경상북도 경산시 대학로 280                    |            |
| 영남대학교            | 대구캠퍼스     | 대구광역시 남구 현충로 170                    |            |
| 영남신학대학교        | (좌동)         | 경상북도 경산시 진량읍 봉회1길 26             |            |
| 위덕대학교            | (좌동)         | 경상북도 경주시 강동면 동해대로 261           |            |
| 포항공과대학교        | (좌동)         | 경상북도 포항시 남구 청암로 77                |            |
| 한동대학교            | (좌동)         | 경상북도 포항시 북구 흥해읍 한동로 558        |            |
| 대구사이버대학교      | (좌동)         | 경상북도 경산시 진량읍 대구대로 201           |            |
| 한국폴리텍6대학       | 포항캠퍼스     | 경상북도 포항시 남구 호동로 262               |            |
| 한국폴리텍6대학       | 구미캠퍼스     | 경상북도 구미시 수출대로3길 84                |            |
| 한국폴리텍6대학       | 영주캠퍼스     | 경상북도 영주시 가흥로 2                      |            |
| 경북도립대학교        | (좌동)         | 경상북도 예천군 예천읍 도립대학길 114         |            |
| 가톨릭상지대학교      | (좌동)         | 경상북도 안동시 상지길 45                     |            |
| 경북과학대학교        | (좌동)         | 경상북도 칠곡군 기산면 지산로 634             |            |
| 경북보건대학교        | (좌동)         | 경상북도 김천시 대학로 168                    |            |
| 경북전문대학교        | (좌동)         | 경상북도 영주시 대학로 77                     |            |
| 구미대학교            | (좌동)         | 경상북도 구미시 야은로 37                     |            |
| 대경대학교            | 경산캠퍼스     | 경상북도 경산시 자인면 단북1길 65             |            |
| 대경대학교            | 남양주캠퍼스   | 경기도 남양주시 진접읍 팔야산단로57번길 12-46 |            |
| 문경대학교            | (좌동)         | 경상북도 문경시 호계면 대학길 161             |            |
| 서라벌대학교          | (좌동)         | 경상북도 경주시 태종로 516                    |            |
| 선린대학교            | (좌동)         | 경상북도 포항시 북구 흥해읍 초곡길36번길 30   |            |
| 성덕대학교            | (좌동)         | 경상북도 영천시 신녕면 대학길 105             |            |
| 안동과학대학교        | (좌동)         | 경상북도 안동시 서후면 서신길 189             |            |
| 영남외국어대학        | (좌동)         | 경상북도 경산시 남천면 남천로 780-9           |            |
| 포항대학교            | (좌동)         | 경상북도 포항시 북구 흥해읍 신덕로 60         |            |
| 호산대학교            | (좌동)         | 경상북도 경산시 하양읍 대경로105길 19         |            |
| 한국복지사이버대학    | (좌동)         | 경상북도 경산시 남천면 남천로 746-10          |            |
| 경안신학대학원대학교  | (좌동)         | 경상북도 안동시 북후면 물한길 16-29           |            |

## 기타

### 강원특별자치도
| 대학                  | 캠퍼스                      | 위치                                        | 비고                                                                                 |
| --------------------- | --------------------------- | ------------------------------------------- | ------------------------------------------------------------------------------------ |
| 강원대학교            | 춘천캠퍼스                  | 강원특별자치도 춘천시 강원대학길 1          |                                                                                      |
| 강원대학교            | 삼척캠퍼스                  | 강원특별자치도 삼척시 중앙로 346            | 공학대학, 인문사회디자인스포츠대학                                                   |
| 강원대학교            | 도계캠퍼스                  | 강원특별자치도 삼척시 도계읍 황조길 346     | 보건과학대학, 자유전공학부                                                           |
| 강릉원주대학교        | 강릉캠퍼스                  | 강원특별자치도 강릉시 죽헌길 7              | 인문대학, 사회과학대학, 자연과학대학, 생명과학대학, 공과대학, 예술체육대학, 치과대학 |
| 강릉원주대학교        | 원주캠퍼스                  | 강원특별자치도 원주시 흥업면 남원로 150     | 보건복지대학, 과학기술대학                                                           |
| 춘천교육대학교        | (좌동)                      | 강원특별자치도 춘천시 공지로 126            |                                                                                      |
| 한국방송통신대학교    | 강원지역대학                | 강원특별자치도 춘천시 방송길 51             |                                                                                      |
| 가톨릭관동대학교      | 강릉캠퍼스                  | 강원특별자치도 강릉시 범일로579번길 24      |                                                                                      |
| 가톨릭관동대학교      | 양양캠퍼스                  | 강원특별자치도 양양군 양양읍 거마천로 120   |                                                                                      |
| 경동대학교            | 글로벌캠퍼스                | 강원특별자치도 고성군 토성면 봉포4길 46     |                                                                                      |
| 경동대학교            | 글로벌캠퍼스                | 강원특별자치도 속초시 도리원길 5            |                                                                                      |
| 경동대학교            | 원주문막캠퍼스              | 강원특별자치도 원주시 문막읍 견훤로 815     | 메디컬캠퍼스                                                                         |
| 양주캠퍼스            | 경기도 양주시 경동대학로 27 | 메트로폴캠퍼스                              |                                                                                      |
| 상지대학교            | (좌동)                      | 강원특별자치도 원주시 상지대길 83           |                                                                                      |
| 연세대학교 미래캠퍼스 | 매지캠퍼스                  | 강원특별자치도 원주시 흥업면 연세대길 1     |                                                                                      |
| 연세대학교 미래캠퍼스 | 일산캠퍼스                  | 강원특별자치도 원주시 일산로 20             | 원주의과대학                                                                         |
| 한라대학교            | (좌동)                      | 강원특별자치도 원주시 흥업면 한라대길 28    |                                                                                      |
| 한림대학교            | (좌동)                      | 강원특별자치도 춘천시 한림대학길 1          |                                                                                      |
| 한국폴리텍3대학       | 춘천1캠퍼스                 | 강원특별자치도 춘천시 동산면 영서로 1290-31 |                                                                                      |
| 한국폴리텍3대학       | 춘천2캠퍼스                 | 강원특별자치도 춘천시 우두상리길 68         |                                                                                      |
| 한국폴리텍3대학       | 원주캠퍼스                  | 강원특별자치도 원주시 북원로2425번길 73     |                                                                                      |
| 한국폴리텍3대학       | 강릉캠퍼스                  | 강원특별자치도 강릉시 남산초교길 121        |                                                                                      |
| 강원도립대학교        | (좌동)                      | 강원특별자치도 강릉시 주문진읍 연주로 270   |                                                                                      |
| 강릉영동대학교        | (좌동)                      | 강원특별자치도 강릉시 공제로 357            |                                                                                      |
| 강원관광대학교        | (좌동)                      | 강원특별자치도 태백시 대학길 97             |                                                                                      |
| 세경대학교            | (좌동)                      | 강원특별자치도 영월군 영월읍 하송로 197     |                                                                                      |
| 송곡대학교            | (좌동)                      | 강원특별자치도 춘천시 남산면 송곡대학길 34  |                                                                                      |
| 송호대학교            | (좌동)                      | 강원특별자치도 횡성군 횡성읍 남산로 210     |                                                                                      |
| 한국골프대학교        | (좌동)                      | 강원특별자치도 횡성군 우천면 하대5길 109    |                                                                                      |
| 한림성심대학교        | (좌동)                      | 강원특별자치도 춘천시 동면 장학길 48        |                                                                                      |

### 제주특별자치도
| 대학               | 캠퍼스       | 위치                                     | 비고     |
| ------------------ | ------------ | ---------------------------------------- | -------- |
| 제주대학교         | 아라캠퍼스   | 제주특별자치도 제주시 제주대학로 102     |          |
| 제주대학교         | 사라캠퍼스   | 제주특별자치도 제주시 일주동로 61        | 교육대학 |
| 한국방송통신대학교 | 제주지역대학 | 제주특별자치도 제주시 정존7길 34         |          |
| 제주국제대학교     | (좌동)       | 제주특별자치도 제주시 516로 2870         |          |
| 한국폴리텍1대학    | 제주캠퍼스   | 제주특별자치도 제주시 산천단동3길 2      |          |
| 제주관광대학교     | (좌동)       | 제주특별자치도 제주시 애월읍 평화로 2715 |          |
| 제주한라대학교     | (좌동)       | 제주특별자치도 제주시 한라대학로 38      |          |

## 같이 보기
- 대한민국의 대학 목록
- 이원화 캠퍼스
- 분교